# Blanzay
Blanzay település Franciaországban, Vienne megyében. Lakosainak száma 804 fő (2022. január 1.). Blanzay Brux, Champagné-le-Sec, Champniers, Chaunay, Romagne, Saint-Pierre-d’Exideuil, Savigné és Valence-en-Poitou községekkel határos.

## Népesség
A település népességének változása:
| Lakosok száma | 805  | 793  | 818  | 787  | 783  | 780  | 789  | 796  | 804  |
|               | 2013 | 2015 | 2016 | 2017 | 2018 | 2019 | 2020 | 2021 | 2022 |